# Écozone néotropicale : plantes à graines par nom scientifique (Q)
à compléter par ordre alphabétique

## Qu

### Qui
- Quiabentia (en) - fam. Cactacées (Cactus)
  - Quiabentia pflanzii
  - Quiabentia verticillata
  - Quiabentia zehntneri